# Marco Cappato
Marco Cappato (ur. 25 maja 1971 w Mediolanie) – włoski polityk, poseł do Parlamentu Europejskiego.

## Życiorys
W 1994 ukończył studia z zakresu ekonomii na Uniwersytecie Bocconi. Krótko pozostawał zatrudniony w przedsiębiorstwie przemysłowym. W drugiej połowie lat 90. pracował w grupie radykalnej PE.
W tym okresie zaangażował się w działalność Transnarodowej Partii Radykalnej, pozarządowej organizacji upowszechniającej idee pacyfistyczne i libertariańskie. Od 1996 do 1997 pełnił funkcję przedstawiciela tej formacji przy Organizacji Narodów Zjednoczonych. Był także sekretarzem krajowym organizacji środowiska radykałów, która powołał Marco Pannella.
W 1999 uzyskał mandat posła do Parlamentu Europejskiego z ramienia organizowanej przez środowisko radykałów Listy Emmy Bonino. Wkrótce został jednym z liderów zarejestrowanego ugrupowania pod nazwą Włoscy Radykałowie. W 2004 bez powodzenia ubiegał się o reelekcję. Brał udział w tworzeniu koalicji z Włoskimi Demokratycznymi Socjalistami, bloku Róża w Pięści. W wyborach krajowych w 2006 z tej listy wybrano go do Izby Deputowanych XV kadencji. Jeszcze w tym samym roku zrezygnował z zasiadania w parlamencie w związku z powtórnym objęciem mandatu europosła, zwolnionego przez Emmę Bonino. W PE zasiadał do 2009.
Znany z organizowania akcji społecznych m.in. na rzecz wolności badań naukowych, a także przejawów tzw. obywatelskiego nieposłuszeństwa. W 2002 tymczasowo aresztowano w Wielkiej Brytanii za posiadanie narkotyków (w ramach zaplanowanego protestu przeciw prawom prohibicyjnym w tym zakresie). W 2007 został zatrzymany w Moskwie podczas manifestacji przeciwników decyzji mera Jurija Łużkowa zakazującej organizowania parad mniejszości seksualnych.
Pod koniec 2016 został poproszony przez Włocha Fabiana Antonianiego (występującego jako DJ Fabo), sparaliżowanego i niewidomego po wypadku samochodowym z 2014, o pomoc w uzyskaniu wspomaganego samobójstwa w Szwajcarii. DJ Fabo zmarł w lutym 2017 po tym, jak polityk zawiózł go do kliniki, w której przeprowadzono zabieg. Marco Cappato zgłosił się po powrocie do Włoch na policję, zarzucono mu przestępstwo udzielenia pomocy w popełnieniu samobójstwa. Postępowanie karne w 2019 zakończyło się wyrokiem uniewinniającym.